# Małgorzata Dmitruk
Małgorzata Dmitruk (ur. 1974 w Bielsku Podlaskim) – artystka zajmująca się m.in. grafiką, malarstwem i tkaniną artystyczną, absolwentka warszawskiej Akademii Sztuk Pięknych.

## Życie i twórczość
Urodziła się w 1974 r. w Bielsku Podlaskim w rodzinie polskich Białorusinów. Absolwentka Liceum Ogólnokształcącego z Białoruskim Językiem Nauczania w Bielsku Podlaskim. W 1993 r. rozpoczęła studia na Wydziale Grafiki Akademii Sztuk Pięknych w Mińsku na Białorusi. W latach 1995–1999 kontynuowała studia na Wydziale Grafiki warszawskiej ASP. Dyplom z wyróżnieniem otrzymała w 1999 r. w pracowni prof. Władysława Winieckiego. Aneks malarski w pracowni prof. Adama Styki. Od 1995 pracuje w eksperymentalnej pracowni w Mińsku na Białorusi, prowadzonej przez Dimitra Wasilicza Małatkowa. Zajmuje się grafiką, malarstwem, tkaniną artystyczną, scenografią i książką artystyczną. Od 2002 r. pracuje jako asystent prof. Rafała Strenta w Katedrze Grafiki Warsztatowej na Wydziale Grafiki warszawskiej ASP.
Twórczość Małgorzaty Dmitruk wyrasta z jej osobistych doświadczeń i wspomnień rodzinnego Podlasia, regionu przenikania się i współistnienia wielu kultur, stanowiącego dla artystki źródło tematów, motywów, obrazów, którym poprzez własne doświadczenia i wrażliwość potrafi nadać uniwersalne znaczenie.

## Nagrody i wyróżnienia
- 2012 – nominowana do Nagrody Jury 9 Międzynarodowego Festiwalu Sztuki Książki „Korespondencje”
- 2010 – laureatka Gdańskiego Biennale Sztuki „Tożsamość miejsca”
- 2009 – nominowana do nagrody im. Krystiany Robb – Narbutt
- 2008 – laureatka Programu Stypendialnego Ministra Kultury i Dziedzictwa Narodowego RP „Młoda Polska”
- 2006 – laureatka Nagrody im. Daniela Chodowieckiego
- 2003 – nagroda w projekcie Network Baltic, Szwecja
- 2000-2001 – Nagroda Roku – GRAND PRIX konkursu „Grafika Warszawska”

## Wybrane wystawy

### Indywidualne
- 2012 – „Historie z tego świata”, grafika, 23 Międzynarodowy Festiwal Komiksu i Gier, Centralne Muzeum Włókiennictwa, Łódź
- 2011 – graﬁka, obiekty, ﬁlm video, Galeria Domu Pracy Twórczej, Mińsk Mazowiecki
- 2010 – „Kochać”, litograﬁa, Galeria Sztuki Współczesnej Muzeum Północno-Mazowieckiego, Łomża
- 2010 – wystawa malarstwa, graﬁki, Skwer, ﬁlia Centrum Artystycznego Fabryka Trzciny, Warszawa
- 2008 – wystawa grafiki i tkaniny unikatowej, Galeria „Caminul Artei”, Bukareszt, Rumunia
- 2008 – wystawa grafiki, Galeria Centrul Expozitional „Constantin Brancusi”, Kiszyniów, Mołdawia
- 2008 – wystawa grafiki, Muzeum Nonkonformizmu „Pushinskaja 10", Sankt Petersburg, Rosja
- 2008 – „Tutejsi”, graﬁka, malarstwo, tkanina unikatowa, Centrum Kultury Zamek, Poznań
- 2007 – wystawa grafiki i tkaniny unikatowej, Muzeum św. Jana Sarkandra, XII Panorama Sztuki Chrześcijańskiej. Musica Sacra, Skoczów
- 2006 – „Trylogia”, grafika, „Niebieski” – instalacja video, WizyTUjąca GALERIA, Warszawa
- 2006 – wystawa malarstwa, Galeria Sztuki Sceny Plastycznej KUL, Lublin
- 2006 – wystawa grafiki i tkaniny unikatowej, Narodowe Muzeum Historii i Kultury Białorusi, Mińsk, Białoruś
- 2006 -„Cities”, grafika, tkanina unikatowa, Galeria Kunst im Gang, Bamberg, Niemcy
- 2005 – wystawa malarstwa i grafiki w galerii EM, Kollum, Holandia
- 2004 – „Kadry”, grafika, tkanina unikatowa, Instytut Polski, Sofia, Bułgaria
- 2003 – wystawa Polska Grafika Współczesna pt. „Przeszłość – Przyszłość”, Budynek Zarządu Cmentarza Ohlsdorf, Hamburg, Niemcy
- 2003 – wystawa grafiki i tkaniny unikatowej, Festiwal Kultury Polskiej Est-Ouest, Die, Francja
- 2002 – Polska Grafika Współczesna -Treff im Stift (razem z Rafałem Strentem – grafika), Obernkirchen, Niemcy
- 2002 – wystawa grafiki, Instytut Polski, Sofia, Bułgaria
- 2001 – wystawa grafiki, Willa Decjusza, Kraków
- 2000 – „Zapiski”, grafika, Państwowe Muzeum w Białymstoku, Oddział w Bielsku Podlaskim

### Zbiorowe
- 2012 – 9 Międzynarodowy Festiwal Sztuki Książki „Korespondencja”, Płocka Galeria Sztuki
- 2011 – „Polska książka artystyczna z przełomu XX i XXI wieku”, Musashino Art University Museum and Library, Tokio, Japonia
- 2011 – „METROPOLIS”, IMPRINT- Międzynarodowe Triennale Sztuk Graﬁcznych im. T. Kulisiewicza, Arkady Kubickiego, Zamek Królewski, Warszawa
- 2010 – 11 Ogólnopolska Wystawa Tkaniny Unikatowej, Centralne Muzeum Włókiennictwa, Łódź. Wystawa towarzysząca 13 – mu Międzynarodowemu Triennale Tkaniny
- 2010 – Gdańskie Biennale Sztuki „Tożsamość miejsca”, Gdańska Galeria Miejska Güntera Grassa, Gdańsk
- 2009 – 7 Triennale Sztuki Sacrum, „Dom droga istnienia”, wystawa malarstwa i graﬁki, Miejska Galeria Sztuki w Częstochowie
- 2006 – „Contemporary Polish Graphic Art”, Galeria Związku Grafików Norweskich – Norske Grafikere Gallerei, Oslo, Norwegia